# Бітетто
Бітетто (італ. Bitetto) — муніципалітет в Італії, у регіоні Апулія,  метрополійне місто Барі.
Бітетто розташоване на відстані близько 370 км на схід від Рима, 15 км на південний захід від Барі.
Населення — 11 994 особи (2014).
Щорічний фестиваль відбувається 27 квітня, 29 вересня, першої неділі вересня. Покровитель — Beato Giacomo.

## Демографія
Населення за роками:

Станом на 1 січня 2023 року в муніципалітеті офіційно проживали 253 іноземці з 25 країн, серед них 30 громадян країн Євросоюзу.

## Сусідні муніципалітети
- Бінетто
- Бітонто
- Бітритто
- Грумо-Аппула
- Модуньо
- Пало-дель-Колле
- Саннікандро-ді-Барі